# Adelites
Ne doit pas être confondu avec Adélite.

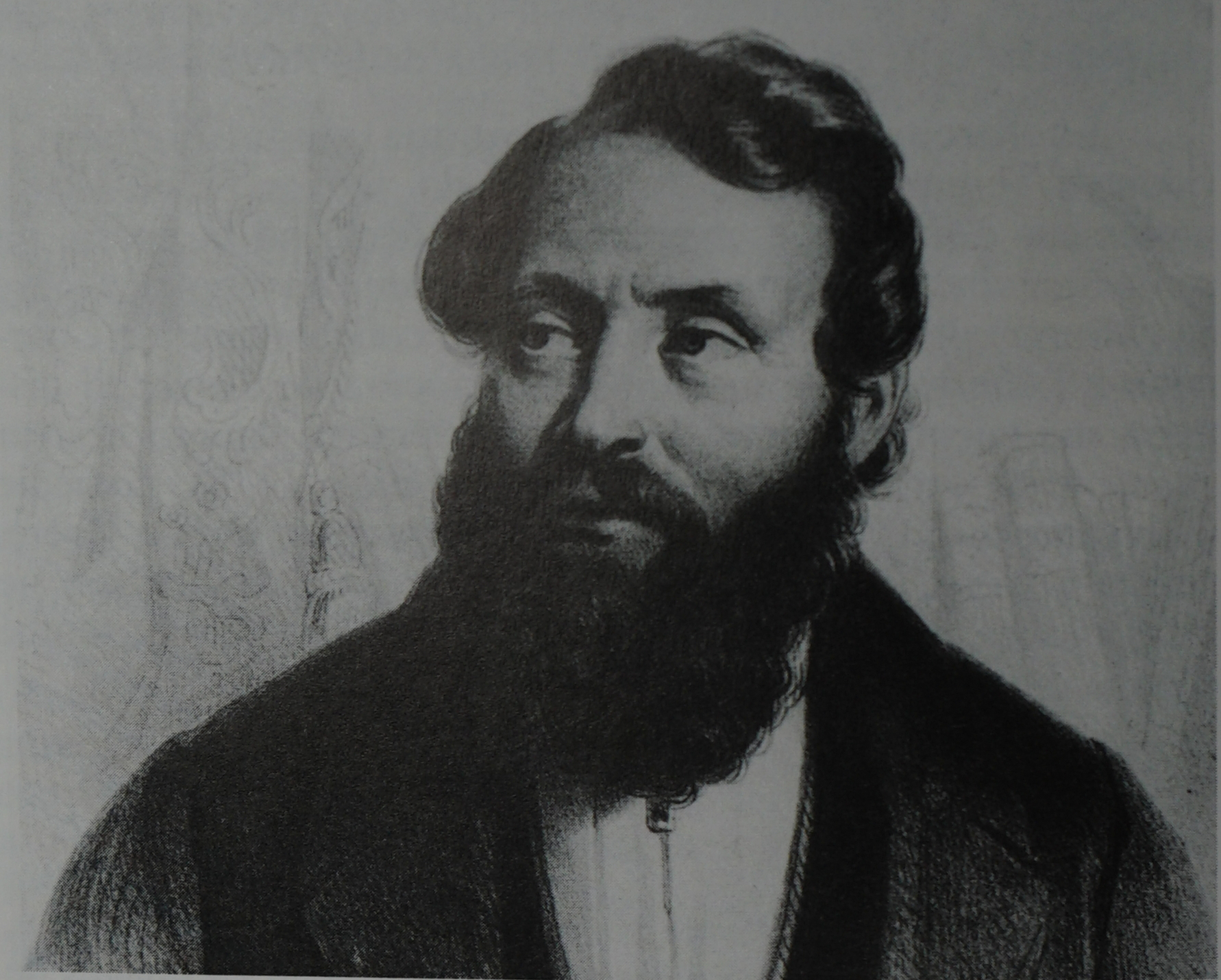
Jacques Collin de Plancy

Les Adélites étaient, selon Jacques Collin de Plancy, des devins espagnols qui prédisaient l'avenir en déchiffrant le chant et le vol des oiseaux.